# Madame P. und ihre Mädchen
Madame P. und ihre Mädchen ist ein US-amerikanisches Filmdrama aus dem Jahr 1964, das Regisseur Russell Rouse nach der Autobiographie von Polly Adler inszenierte.

## Handlung
Die polnische Einwanderin Polly Adler arbeitet in einer Textilfabrik. Sie wird von ihrem Vorarbeiter Bernie zum Tanz ausgeführt, wo sie Lorraine und Madge kennenlernt. Die beiden Frauen bringen Polly bei, sich richtig zu schminken. Als Polly später von Bernie vergewaltigt wird, glaubt ihr Onkel, bei dem sie lebt, dass sie selber Schuld habe, und wirft sie aus dem Haus. Polly zieht in das Appartement des Gangsters Frank Costigan, der die Wohnung als Vorzeigewohnung nutzt.
Die ahnungslose Polly lässt sich von Frank dafür bezahlen, dass sie ihre attraktiven Freundinnen zur Teilnahme an Partys vermittelt. Polly wird immer erfolgreicher und zieht in eine elegante Wohnung um. Sie verliebt sich in den Musiker Casey Booth, dessen Karriere sie unterstützt. Aber sie trifft sich nicht mit ihm, um ihm nichts über ihre eigenen Geschäfte erzählen zu müssen.
Polly zieht nun in ein noch luxuriöseres Haus an der Park Avenue. Casey will sich unbedingt mit Polly treffen und ihr einen Heiratsantrag machen. Polly sieht sich gezwungen, ihm die Wahrheit über ihre Lebensumstände zu sagen. Casey ist zuerst geschockt, doch schon bald darauf beruhigt er Polly mit den Worten, dass ihre Vergangenheit unwichtig sei. Dennoch schickt sie ihn weg.
In der Zwischenzeit ist Frank zur rechten Hand des Gangsterbosses Lucky Luciano geworden. Frank erfährt, dass in Lucianos Namen Morde an Prostituierten verübt wurden. Ein Spezialermittler hat es deswegen auf Luciano abgesehen. Frank findet heraus, dass Luciano unschuldig ist. Der Mörder wurde von seinem eigenen Bruder getötet.
Während einer Party bei Polly sucht Casey seine Ex-Freundin auf und bittet um eine letzte Chance. Doch Polly ist klar, dass alleine ihr Ruf ein Leben mit Casey unmöglich macht. Sie trennt sich nun für immer von ihm. Traurig kehrt sie zur Party zurück und akzeptiert ihre Rolle als New Yorks beste Kupplerin.

## Hintergrund
Der Film feierte am 12. August 1964 in San Francisco seine Premiere. In Deutschland kam er erstmals am 20. November 1964 in die Kinos.
In ihrem Filmdebüt spielte Raquel Welch ein Callgirl.

## Kritiken
Das Lexikon des internationalen Films schrieb, der Film sei mal heiter, mal traurig, insgesamt aber rührselig-verlogen erzählt, mit Shelley Winters in einer Paraderolle.

## Auszeichnungen
Edith Head erhielt 1965 eine Oscar-Nominierung in der Kategorie Bestes Kostümdesign (Schwarzweiß).